# NGC 1139
NGC 1139 est une vaste et lointaine galaxie lenticulaire barrée située dans la constellation de l'Éridan. NGC 1139 a été découverte par l'astronome américain Francis Leavenworth en 1886.

## Caractéristiques
Sa vitesse par rapport au fond diffus cosmologique est de 10 351 ± 47 km/s, ce qui correspond à une distance de Hubble de 153 ± 11 Mpc (∼499 millions d'al). NGC 1139 a été découverte par l'astronome américain Francis Leavenworth en 1886.
En raison d'une brillance de surface égale à 14,56 mag/am2, on peut qualifier NGC 1139 de galaxie à faible brillance de surface (LSB en anglais pour low surface brightness). Les galaxies LSB sont des galaxies diffuses (D) avec une brillance de surface inférieure de moins d'une magnitude à celle du ciel nocturne ambiant.

## Supernova
La supernova SN 2000dp a été découverte dans NGC 1139 le 2 octobre 2000 par S. Beckmann et W. D. Li de l'université de Californie à Berkeley dans le cadre du programme LOSS (Lick Observatory Supernova Search) de l'observatoire Lick. Cette supernova était de type Ia.